# Gloria Automobilfabrik
Die Gloria Automobilfabrik war ein Hersteller von Automobilen aus Österreich.

## Unternehmensgeschichte
Der Ingenieur Hans Pitzek, der zuvor bei Delta-Gnom tätig war, entwickelte ab 1930 in den Fabrikhallen der Avis Flugzeug- und Autowerke einen Kleinwagen. Ein erster Prototyp mit Namen Gloriette wurde 1932 vorgestellt. 1935 gründete Pitzek die Gloriette-Werke in Brunn am Gebirge und begann mit der Produktion. Bereits im Sommer 1936 musste die Erzeugung jedoch aufgrund finanzieller Probleme wieder eingestellt werden.
Im April 1937 wurden durch den Klavierfabrikanten Edmund Luner sen. die Bestände der Gloriette-Werke übernommen. Die Entwicklung und Produktion wurden nach Atzgersdorf verlegt und der Markenname von Gloriette in Gloria geändert.
Anfang 1938 kam der weiterentwickelte Kleinwagen auf den Markt. Kurz zuvor waren bei zwei Wertungsfahrten jeweils die höchste Anzahl an Punkten erreicht worden. Aufgrund der veränderten politischen Bedingungen nach dem Anschluss Österreichs an das Deutsche Reich musste die Produktion bereits nach kurzer Zeit und wenigen erzeugten Exemplaren wieder eingestellt werden.

## Fahrzeuge

### Prototyp Gloriette
Der Prototyp war mit einem wassergekühlten Zweizylinder-Viertaktmotor eigener Fertigung ausgestattet. Der Motor leistete 18 PS aus 800 cm³ Hubraum. Das Fahrgestell bestand aus einem Zentralrohrrahmen. Die angetriebene Hinterachse kam ohne ein Differential aus. Die offene Karosserie bot Platz für zwei Personen.

### Serienmodelle Gloria
Das Modell 4/20 PS verfügte nun über einen wassergekühlten Vierzylinder-Viertaktmotor mit OHC-Ventilsteuerung. Aus 58 mm Bohrung und 75 mm Hub ergaben sich 795 cm³ Hubraum. Die Motorleistung betrug 20 PS. Das Dreiganggetriebe war nach Transaxle-Art an der Hinterachse platziert. Nun war auch ein Differenzial montiert. Im Angebot standen ein offener Zweisitzer mit Verdeck, eine zweitürige Limousine, ein viersitziges Cabriolet sowie ein Plateauwagen mit 600 kg Nutzlast. Auf Wunsch waren auch Pritschen- und Kastenwagen lieferbar. Die Preise betrugen zwischen 3600 und 4400 Österreichische Schilling, umgerechnet etwa 1900 bis 2100 Reichsmark.